# Wierzchnie
Wierzchnie (biał. Верхняе, Wierchniaje; ros. Верхнее, Wierchnieje) – wieś na Białorusi, w obwodzie witebskim, w rejonie głębockim, 12 km na północny zachód od Głębokiego. Wchodzi w skład sielsowietu Udział.
Prywatne miasto szlacheckie położone było w końcu XVIII wieku w powiecie oszmiańskim województwa wileńskiego.
Siedziba parafii prawosławnej pw. Przemienienia Pańskiego.

## Geografia
Przez miejscowość przepływa rzeka Marchwa. Najbliższa stacja kolejowa Konstantynów Dwór znajduje się 3 km na południe od wsi.

## Historia
W 1590 roku dobra Wierzchnie należały do Gabriela Wojny, później Biegańskich. W 1750 roku właścicielem był Hilary Chomiński, później Horodeńscy. W 1870 roku wieś leżała w wołoście Wierzchnie, w powiecie dziśnieńskim guberni wileńskiej. Właścicielem majątku Wierzchnie byli Śnitkowie.
W okresie międzywojennym leżała w granicach II Rzeczypospolitej w powiecie dziśnieńskim, w województwie wileńskim. W latach 1919–1929 wieś była siedzibą gminy. Od 11 kwietnia 1929 roku leżała w gminie wiejskiej Głębokie.
Według Powszechnego Spisu Ludności z 1921 roku zamieszkiwały tu 191 osób, 38 było wyznania rzymskokatolickiego, 145 prawosławnego, 1 staroobrzędowego a 7 mojżeszowego. Jednocześnie 183 mieszkańców zadeklarowali polską, 6 białoruską a 2 żydowską przynależność narodową. Było tu 28 budynków mieszkalnych. W 1931 w 36 domach zamieszkiwało 200 osób.
Wierni należeli do parafii rzymskokatolickiej w Konstantynowie i miejscowej prawosławnej. Miejscowość podlegała pod Sąd Grodzki w Głębokiem i Okręgowy w Wilnie; mieścił się tu urząd pocztowy obsługujący znaczną część gminy.
Po agresji ZSRR na Polskę w 1939 roku wieś znalazła się pod okupacją sowiecką, w granicach BSRR. W latach 1941–1944 była pod okupacją niemiecką. Następnie leżała w BSRR. Od 1991 roku w Republice Białorusi.
We wsi znajduje się cmentarz podlegający pod parafię w Konstantynowie.

## Zabytki
We wsi znajduje się drewniana cerkiew prawosławna pw. Przemienienia Pańskiego z 1886 roku. Została wpisana do Państwowego spisu zabytków historycznych i kulturowych Republiki Białorusi. Świątynia służy miejscowej parafii.